# وراتکوو
وراتکوو (به لاتین: Vrátkov) یک منطقهٔ مسکونی در جمهوری چک است که در شهرستان کولین واقع شده‌است.
 وراتکوو ۲٫۴۱ کیلومتر مربع مساحت و ۲۶۳ نفر جمعیت دارد.